# コンラート1世 (ドイツ王)
コンラート1世（ドイツ語: Konrad I, 881年 - 918年12月23日）は、コンラディン家唯一の東フランク国王（在位：911年 - 918年）。コンラート若王、小コンラートとも呼ばれる。元はフランケン大公（在位：906年 - 911年）。カロリング朝の国王アルヌルフの娘婿。

## 概要
フランケンの貴族であるコンラディン家（コンラート家）はテューリンゲンのラーンガウ伯ゲープハルトを始祖とし、ゲープハルトの子オードと続いて世襲した家系である。
父はオードの子でラーンガウ伯コンラート（大コンラート）、母は東フランク王国の国王アルヌルフの娘グリスムート（グリスモント・グロスモント）。弟はフランケン公エーバーハルト3世（885年 - 939年10月2日、在位：911年 - 939年）、ラーンガウ伯オットー（890年 - 918年）ら。
911年、母方の叔父ルートヴィヒ4世の死で東フランクのカロリング家が断絶したあと、同年11月にフォルヒハイムでザクセン公オットー1世およびマインツ大司教ハットー（913年没）の推挙により、貴族による選挙で国王に選ばれた。カロリング家断絶をもって東フランク王国の終焉とする場合、コンラート1世の即位をもってドイツ王国の成立とする。ただし王国が実際に「ドイツ王国」と呼ばれ出すのは約300年後のことである。
王を選挙で決めるのはゲルマンの風習で、小ピピンや（前述の）アルヌルフの例がある。即位後よりザクセン公をはじめとする部族大公と対立したが、コンラート1世自身はロートリンゲンを西フランクに奪われて統制勢力を弱めた。
913年に、ルイトポルト家のバイエルン公アルヌルフ（悪公）およびその伯父シュヴァーベン宮中伯エルハンガーの両者との同盟をはかり、アルヌルフの母でエルハンガーの妹にあたるクニグンデ（シュヴァーベン宮中伯ベルヒトルト1世と東フランク王ルートヴィヒ2世の娘ギーゼラとの間の娘）と結婚したが、シュヴァーベン宮中伯エルハンガーとその弟ベルヒトルトとは後に対立し、コンラートは917年1月に二人を処刑した。また同年、エルハンガーを支持してハンガリーに亡命していたバイエルン公アルヌルフがバイエルンに帰国したため、軍を率いて討伐に向かったが、負傷しフランケンに戻った。翌918年、死の床で王国の分裂を防ぐために、宿敵のザクセン公ハインリヒ1世（リウドルフィング家）を後継者に指名したのち、ヴァイルブルクにて37歳で没し、フルダ修道院に葬られた。
彼には嗣子がおらず、末弟のラーンガウ伯のオットーも同年に亡くなり、コンラディン家は弟のエーバーハルト3世が相続した。しかし、エーバーハルト3世自身も939年に反乱を起こして戦死し、コンラディン家はフランケン公の地位を失った。コンラート1世の娘ヒキナ(ヒッカ)の夫がザーリアー家のヴォルムスガウ伯ヴェルナー5世であり、その子孫がザーリアー朝として後に国王および神聖ローマ皇帝を世襲した。

## 引用文献
1. ↑  瀬原、p. 62
2. 1 2  瀬原、p. 63
3. ↑  Reuter, p. 135-136
4. ↑  瀬原、p. 64
5. ↑  成瀬他、p. 102
6. ↑  瀬原、p. 65
7. ↑  瀬原、p. 77